# عزه (البيضاء)
عزه هي إحدى قرى الجمهورية اليمنية. تتبع جغرافيا لمحافظة البيضاء و إداريًا لمديرية البيضاء. يبلغ تعداد سكانها 4159 نسمة حسب الإحصاء الذي أجري عام 2004.